# Skídziel
Skídziel o Skídel (bielorruso: Скі́дзель; ruso: Ски́дель; polaco: Skidel; lituano: Skidlius) es una ciudad subdistrital de Bielorrusia perteneciente al raión de Grodno en la provincia de Grodno. Dentro del raión, es la capital del consejo rural homónimo sin formar parte del mismo.
En 2017 tenía una población de 10 709 habitantes.
La localidad fue fundada como un miasteczko en 1644 por Vladislao IV, quien le otorgó feria y mercados para dar servicio al área rural de la zona, que históricamente había sido una finca de realengo del Gran Ducado de Lituania. En la partición de 1795 se incorporó al Imperio ruso, hasta que en 1921 pasó a formar parte de la Segunda República Polaca. Durante este último período de control polaco, la localidad era un importante shtetl habitado por un 80% de judíos y una considerable minoría de polacos. En la invasión soviética de Polonia de 1939, en la cual la RSS de Bielorrusia anexionó la localidad, numerosos polacos locales fueron asesinados por los comunistas, mientras que casi todos los que formaban la mayoría judía de la población fueron asesinados por los invasores alemanes en 1942. La localidad fue repoblada principalmente por bielorrusos en las décadas posteriores, adoptando el estatus de ciudad en 1974.
Se ubica a orillas del río Kotra, unos 20 km al este de Grodno sobre la carretera M6 que lleva a Minsk.